# Brian Drye
Brian Drye (* 25. Februar 1975) ein US-amerikanischer Jazzposaunist, Pianist, Musikpädagoge und Komponist, der in der New Yorker Jazzszene aktiv ist.

## Leben und Wirken
Drye studierte an der University of Miami und spielte zu Beginn seiner Musikerkarriere im Tommy Dorsey Orchestra (Ghost Band) und in den Begleitbands von Paul Anka und The Four Tops. Seit Beginn der 2000er-Jahre arbeitet er in Brooklyn u. a. mit Formationen  wie The Brooklyn Qawwali Party, Slavic Soul Party, Banda de los Muertos, Firewater, Nation Beat, Frank London’s Klezmer Brass, Stew und Negro Problem. Ferner spielte er mit Clark Terry, John Hollenbeck, Kirk Knuffke (Big Wig Clean Feed 2007), Andrew D’Angelo, Ches Smith, Oscar Noriega, Harris Eisenstadt (Woodblock Prints, 2010) und Mark Helias. Drye leitet die Formation Bizingas und ist seit 1999 Mitglied von The Four Bags, für die er auch komponierte; mit seinem Vater Howard Drye, einem Baritonsaxophonisten, leitet er die Band Drye & Drye. Im Bereich des Jazz war er zwischen 2000 und 2010 an zehn Aufnahmesessions beteiligt.
Drye gründete 2008 das IBeam, einen Veranstaltungs- und Unterrichtsort im Brooklyner Gowanus-Viertel. Ferner unterrichtet er an der Carnegie Hall und war Leiter der Abteilung Jazz Studies am Jewish Community Center in Tenafly, New Jersey. Außerdem gehört er der Fakultät des Jazz Programms am Center for Preparatory Studies in Music am Queens College an.

## Diskographische Hinweise
- Brian Drye & Matt Glassmeyer – Missile Ante (NCM East, 2000)
- The Four Bags (NCM East, 2001)
- Slog – Drew Field 45 (NCM East, 2005)
- The Four Bags – Live at Barbes (NCM East, 2006)
- Bizingas – (self-titled) (NCM East, 2010)
- Brian Drye’s Bizingas: Eggs Up High (NCM East, 2015), mit Kirk Knuffke